# 卢国
卢国，又稱廬國，西周诸侯国，在今湖北襄阳市南漳县旧县铺村或涌泉铺。
卢国是武王克殷时八国之一卢国是妫姓之国。
春秋时期也称卢戎，后来被楚国灭亡改为卢邑。前613年八月，子仪和公子燮挟持了楚庄王离开郢都，准备去商密，卢邑大夫卢戢梨和叔麇设计引诱他们；于是就杀死了子仪和公子燮。前611年，楚军从庐地出发以后，每到一地就打开仓库让将士一起食用。军队驻扎在句澨。派庐戢梨进攻庸国，到达庸国的方城。汉朝设置中廬县。